# Mestanza
Mestanza è un comune spagnolo di 724 abitanti situato nella comunità autonoma di Castiglia-La Mancia.